# Brooklyn 45
Brooklyn 45 és una pel·lícula estatunidenca de thriller sobrenatural en temps real de 2023 escrita i dirigida per Ted Geoghegan sobre un grup de veterans de l'exèrcit que celebraven una sessió espiritista improvisada al saló d'una pedra amarada de Brooklyn al final de la Segona Guerra Mundial. Geoghegan va escriure el guió amb l'ajuda del seu difunt pare, un veterà de la Força Aèria discapacitat convertit en professor d'història.

## Argument
La nit del 27 de desembre de 1945, veterans militars i amics de tota la vida, Marla Sheridan (Anne Ramsay), Archibald "Archie" Stanton (Jeremy Holm) i Paul DiFranco (Ezra Buzzington) es reuneixen per prendre un còctel al Park Slope, Nova York, casa del seu amic íntim i comandant Clive "Hock" Hockstatter (Larry Fessenden). S'uneix a ells el marit de la Marla, Bob (Ron E. Rains), un mansu empleat del Pentàgon a qui els altres menyspreen per no haver vist mai la batalla, però que va guanyar el cor de la Marla per no ser tan descarat i violent com els altres homes.
Hock està de dol pel recent suïcidi de la seva dona, amb malaltia mental, Susan, que es va suïcidar quan ningú es creia les seves acusacions que el seu veí alemany era un espia de Hitler. Hock lamenta profundament no creure a la seva dona i informa als seus amics que, després de perdre la fe en la religió organitzada, va començar a estudiar espiritualisme. Ara espera connectar amb l'altre bàndol en un últim intent de contactar amb la seva parella difunta, i convenç els seus amics de participar en una sessió espiritista improvisada.
La sessió té èxit, amb espelmes que s'encenen, una porta de l'armari colpejant i l'aparició del braç ectoplasmàtic de Susan mentre la ràdio del saló sona espontàniament "Is You Is or Is You Ain't My Baby de Louis Jordan. Hock, desesperat per tocar-la, deixa anar les mans dels seus amics i agafa el braç de la Susan, trencant el cercle i enviant el seu fantasma fora de la taula. Humiliat i aclaparat per adonar-se que realment hi ha un més enllà i que un dia podria retrobar-se amb la seva dona, Hock treu una pistola de sota la taula i es dispara fatalment al cap.
En aquell moment, la porta de l'armari s'obre de cop i una dona (Kristina Klebe) hi cau lligada i amordassada. Ella s'allibera de les lligadures, revelant que és la veïna alemanya de Hock, Hildegard, i que ell la va drogar i la va segrestar la nit anterior. Ella intenta obrir la porta del saló tancada, però Paul insisteix que el grup confirmi si és o no una espia nazi abans que algú marxi. El grup es baralla, canviant repetidament de lleialtat mentre intenten descobrir la veritat sobre la desconeguda. En el procés, l'Archie revela que en realitat ha comès un crim de guerra del qual els mitjans de comunicació el culpen, mentre que la Marla interroga a Hildy utilitzant un mètode torturador, revelant la seva pròpia brutalitat oculta al seu sorprès marit.
En descobrir que estan atrapats de manera sobrenatural a l'habitació, la Marla decideix que l'única manera de marxar és acabant la sessió. El cadàver d'Hock, ara posseït pel seu propi esperit enfadat, exigeix que matin Hildegard abans que els deixi marxar. La sessió evoca el fantasma complet de Susan al saló, que acusa Hildegard d'haver-la matat i d'escenificar-la perquè sembli un suïcidi. Archie entra en pànic i intenta marxar, només per trobar les portes del saló que condueixen al seu propi infern personal: les restes carbonitzades de la llar d'infants alemanya que va destruir.
Hock s'asseu, cridant al grup per matar Hildegard i s'enfada tant que comença a colpejar la seva cara contra la taula, trencant-li la mandíbula violentament. Bob, que ha entrat en possessió de la pistola d'Hock, dispara dues vegades a Paul després d'haver estat amenaçat, primer bufant dos dels seus dits i després matant-lo. Una Hildegard alleujada va a donar les gràcies a Bob quan es gira i li dispara un sol tret a la cara, matant-la també. En pànic, Bob deixa caure l'arma, al·legant que "havia de" matar la dona independentment de la seva culpa real, no fos cas que mai se'ls hauria permès sortir de l'habitació.
Amb les demandes d'Hock acomplertes, les portes del saló s'obren. Bob, Marla i Archie surten de l'apartament, on Archie els informa que es lliurarà pel que ha fet. Aleshores, Archie li pregunta a Bob, que ha estat profundament crític amb les accions d'Archie, si també respondrà dels seus crims. La Marla i en Bob pugen al seu cotxe, però estan tan aclaparats pel que ha passat, que s'asseuen en silenci, i finalment ploren.

## Repartiment
- Anne Ramsay com a Marla Sheridan
- Ron E. Rains com a Bob Sheridan
- Jeremy Holm com a Mjr. Archibald Stanton
- Larry Fessenden com el tinent coronel Clive Hockstatter
- Ezra Buzzington com a Mjr. Paul DiFranco
- Kristina Klebe com a Hildegard Baumann
- Lucy Carapetyan com Susan Hockstatter

## Producció
Després de la popularitat d'una seqüència de seqüència curta a la seva pel·lícula del 2015 We Are Still Here, l'escriptor i director Geoghegan va començar a jugar amb la idea de crear una pel·lícula sencera al voltant d'una sessió espiritista. En arribar al seu difunt pare, un veterà de la Força Aèria quadriplègic que es va convertir en professor d'Història dels Estats Units, el cineasta va passar alguns mesos detallant la trama amb el seu pare, assegurant-se que fos tant històricament com militarment precisa. El guió es va completar el gener de 2019, i l'ancià Geoghegan va morir molt poc després.
La pel·lícula va ser produïda per Shudder, com a part d'una llista de "Shudder Originals" per debutar exclusivament al servei de streaming.
La pel·lícula es va rodar en un escenari sonor als afores de Chicago, Illinois. Més de cent fotos antigues, que adornen les parets del saló, van ser donades per amics i familiars després que el cineasta es va posar en contacte a les xarxes socials.

## Estrena
Brooklyn 45 es va estrenar a South by Southwest el 12 de març de 2023. Va ser llançat al servei de reproducció d'AMC Networks Shudder el 9 de juny de 2023.

## Reception
Al lloc web de l'agregador de ressenyes Rotten Tomatoes, el 90% de les 70 ressenyes dels crítics són positives, amb una valoració mitjana de 7,2/10. El consens del lloc web diu: "Tot i que la seva història pot semblar tortuosa i una mica ample, l'horror d'època impulsat per personatges de Brooklyn 45 s'eleva amb algunes actuacions excel·lents." Metacritic, que utilitza una mitjana ponderada, va assignar a la pel·lícula una puntuació de 69 sobre 100, basada en 11 crítics, indicant "crítiques generalment favorables".
Brooklyn 45 va tenir una acollida positiva a la seva estrena mundial. Bloody Disgusting va qualificar el repartiment de "tremendo" mentre que Screen Anarchy la va anomenar "una pel·lícula impressionant que segurament conquistarà els fans que entrin amb la ment oberta."
Després de l'estrena àmplia de la pel·lícula, l'actuació d'Anne Ramsay va ser qualificada d'"extraordinària" per The Wall Street Journal, amb el crític John Anderson assenyalant la seva "actuació extraordinàriament natural en condicions antinaturals"en la seva crítica positiva. Noel Murray la va anomenar "pulp ben feta" a la seva crítica positiva de Los Angeles Times, i que "l'escriptor i director Ted Geoghegan té molta trama i ofereix a un repartiment excel·lent, diàlegs saborosos i interpretació rica dels personatges".
L'actuació de l'actor i cineasta Larry Fessenden com a Clive Hockstatter també va ser elogiada repetidament, amb Issac Feldberg de RogerEbert.com que va afirmar: "'Larry Fessenden organitzant una sessió d'espiritualitat' és una proposta imperdible, però BROOKLYN 45 és intel·ligent per concedir-li un monòleg al final del primer acte que és explosiu en el seu dolor i angoixa. És emocionant veure un actor de personatges sovint infrautilitzat tan fort al centre de l'escenari".
La crítica Jeannette Catsoulis va donar a la pel·lícula una crítica mixta per a The New York Times, qualificant-la de "excessivament llarga" i "repetitiva", però també, "una peça d'època ambiciosa amb un aspecte vintage adequat del director de fotografia Robert Patrick Stern". A més, va elogiar el repartiment del conjunt per "convertir de manera convincent personatges poc apetitosos en persones trencades que intenten sortir d'una guerra que torna a tirar-los."